# Cyrille Pouget
Cyrille Pouget (ur. 6 grudnia 1972 w Metzu) – piłkarz francuski grający na pozycji napastnika. 3 razy wystąpił w reprezentacji Francji.

## Kariera klubowa
Karierę piłkarską Pouget rozpoczął w klubie FC Metz. W 1993 roku awansował do kadry pierwszego zespołu Metz, a 19 lutego 1994 zadebiutował w Ligue 1 w wygranym 1:0 wyjazdowym meczu z Le Havre AC. W sezonie 1994/1995 i 1995/1996 był podstawowym zawodnikiem Metz. W 1996 roku zdobył z Metz Puchar Francji.
Latem 1996 Pouget odszedł do szwajcarskiego Servette FC. Po pół roku gry w nim wrócił do Francji i został zawodnikiem Paris Saint-Germain. Wiosną 1997 został z PSG wicemistrzem Francji oraz wystąpił w przegranym 0:1 finale Pucharu Zdobywców Pucharów z Barceloną.
Latem 1997 Pouget przeszedł z Paris Saint-Germain do Le Havre AC. Grał w nim do końca 1999 roku, a na początku 2000 roku został piłkarzem Olympique Marsylia. W trakcie sezonu 2000/2001 odszedł z Olympique do szwajcarskiego drugoligowca AC Bellinzona. W sezonie 2001/2002 grał w Ligue 2, w AS Saint-Étienne, a w sezonie 2002/2003 - ponownie w FC Metz.
W 2003 roku Pouget został piłkarzem luksemburskiego Jeunesse Esch. W 2004 roku wywalczył z nim mistrzostwo Luksemburga, a w 2006 - wicemistrzostwo. W 2006 roku zakończył karierę sportową.
| Sezon   | Klub                | Kraj       | Rozgrywki         | Mecze | Bramki |
| ------- | ------------------- | ---------- | ----------------- | ----- | ------ |
| 1993/94 | FC Metz             | Francja    | Ligue 1           | 2     | 0      |
| 1994/95 | FC Metz             | Francja    | Ligue 1           | 30    | 11     |
| 1995/96 | FC Metz             | Francja    | Ligue 1           | 36    | 11     |
| 1996/97 | Servette FC         | Szwajcaria | Super League      | 20    | 9      |
| 1996/97 | Paris Saint-Germain | Francja    | Ligue 1           | 14    | 2      |
| 1997/98 | Le Havre AC         | Francja    | Ligue 1           | 19    | 7      |
| 1998/99 | Le Havre AC         | Francja    | Ligue 1           | 15    | 4      |
| 1999/00 | Le Havre AC         | Francja    | Ligue 1           | 17    | 4      |
| 1999/00 | Olympique Marsylia  | Francja    | Ligue 1           | 12    | 5      |
| 2000/01 | Olympique Marsylia  | Francja    | Ligue 1           | 11    | 0      |
| 2000/01 | AC Bellinzona       | Szwajcaria | Challenge League  | 7     | 1      |
| 2001/02 | AS Saint-Étienne    | Francja    | Ligue 2           | 9     | 1      |
| 2002/03 | FC Metz             | Francja    | Ligue 2           | 11    | 2      |
| 2003/04 | Jeunesse Esch       | Luksemburg | Nationaldivisioun | 13    | 4      |
| 2004/05 | Jeunesse Esch       | Luksemburg | Nationaldivisioun | 21    | 12     |
| 2005/06 | Jeunesse Esch       | Luksemburg | Nationaldivisioun | 10    | 8      |

## Kariera reprezentacyjna
W reprezentacji Francji Pouget zadebiutował 24 stycznia 1996 roku w wygranym 3:2 towarzyskim meczu z Portugalią. W 1996 roku rozegrał jeszcze dwa towarzyskie mecze i w kadrze narodowej zagrał łącznie 3 razy.
| Mecze i gole w reprezentacji | Mecze i gole w reprezentacji | Mecze i gole w reprezentacji | Mecze i gole w reprezentacji | Mecze i gole w reprezentacji | Mecze i gole w reprezentacji | Mecze i gole w reprezentacji |
| #                            | Data                         | Stadion                      | Rywal                        | Wynik                        | Gol                          | Rozgrywki                    |
| 1996                         | 1996                         | 1996                         | 1996                         | 1996                         | 1996                         | 1996                         |
| ---------------------------- | ---------------------------- | ---------------------------- | ---------------------------- | ---------------------------- | ---------------------------- | ---------------------------- |
| 1.                           | 24.01.1996                   | Paryż, Francja               | Portugalia                   | 3:2                          | 0                            | towarzyski                   |
| 2.                           | 21.02.1996                   | Nîmes, Francja               | Grecja                       | 3:1                          | 0                            | towarzyski                   |
| 3.                           | 27.03.1996                   | Bruksela, Belgia             | Belgia                       | 2:0                          | 0                            | towarzyski                   |